# Поччанти, Паскуале
Паскуале Поччанти (итал. Pasquale Poccianti; 16 мая 1774, Биббьена — 19 октября 1858, Флоренция) — итальянский архитектор, один из главных представителей неоклассицизма в архитектуре Тосканы.

## Биография
Рано потеряв отца, Паскуале попал под опеку своего дяди, каноника собора Фьезоле. С 1791 года он изучал архитектуру в Академии изящных искусств во Флоренции, где был учеником Гаспаре Мария Паолетти.
В 1794 году, когда ему было всего двадцать лет, Паскуале Поччанти приняли учеником в «Контору придворных строений» (Scrittoio delle Regie Fabbriche), которая занималась проектированием всех общественных зданий Флоренции и Великого герцогства Тосканского. С 1802 года Паскуале был назначен помощником инженера и сотрудничал с Джузеппе Качалли, архитектором двора Великого герцога, в работах над виллой Медичи в Поджо-Империале; Поччанти отвечал за оформление центральной части фасада, характеризующейся портиком с пятью арками, над которым расположена большая лоджия с колоннами ионического ордера. Этот проект имел успех, настолько, что оказал влияние на молодого тосканского сценографа Антонио Никколини при проектировании нового фасада театра Сан-Карло в Неаполе.
Однако в 1807 году должность «Архитектора королевских дворцов и владений» получил Качалли, а Поччанти был направлен в Ливорно на должность архитектора муниципалитета Ливорно. То, что казалось неудачей, обернулось для архитектора из Биббьены уникальной возможностью создать свои лучшие работы в этом городе.
В 1817 году Почанти был отозван во Флоренцию, сохранив при этом свои должности в Ливорно, и стал «Первым архитектором» итальянского королевства. Эту должность он занимал до 1835 года, когда он вышел на пенсию со званием «консультирующего архитектора», что позволяло ему контролировать ранее начатые работы. В то же время он получил должность «инженера пожарной команды», которую занимал до своей смерти в 1858 году после несчастного случая во время учений команды.
Архитектор был похоронен в капелле виллы Поччанти в Казеллина-э-Торри (ныне Скандиччи), где до настоящего времени проживают потомки архитектора.

## Основные постройки
Приехав в Ливорно, Поччанти работал над завершением строительства акведука в Кельноле, начатого Джузеппе Сальветти в конце XVIII века по приказу великого герцога Фердинанда III Тосканского с целью улучшения водоснабжения города. Цистерна «Gran Conserva», или «Cisternone» представляет собой наиболее значительную работу Поччанти; Этот монументальный резервуар, действующий и по сей день, был спроектирован в 1827 году и построен между 1829 и 1842 годами. Он выполнен в неоклассическом стиле и имеет портик из восьми тосканских колонн и фасад, увенчанный кессонным полукуполом. Фасад, в котором прослеживаются мотивы архитектуры французских мегаломанов Э.-Л. Булле и К. Н. Леду, также демонстрирует знание Поччанти гидравлических сооружений древнеримской эпохи.
Также в Ливорно Поччанти посвятил себя проектированию нескольких мостов, высказал своё мнение по поводу планировки площади перед церковью Сан-Бенедетто и принял участие в строительстве Палаццо Чампи.
Среди его последних работ было строительство небольшого курорта недалеко от города Банжетти делла Пуццоленте. Во Флоренции Поччанти также работал в Палаццо Питти, где создал новую внутреннюю лестницу, вестибюль, Палаццину-делла-Меридиана и коридор. Лестница была завершена в 1847 году.
Другие важные работы были выполнены для Библиотеки Лауренциана, где Поччанти добавил Зал Эльчи (la Sala d’Elci) — круглое пространство под куполом, расположенное посередине зала, спроектированного Микеланджело, которое было открыто в 1841 году.
В тот же период архитектору было поручено изучить взаимосвязь между базиликой Сан-Лоренцо и Капеллой принцев, но Поччанти расширил проект, включив в него фасад старой базилики, завершив его серией неоклассических портиков, которые, однако, так и остались на бумаге.
Другие предложения архитектора касались нового местоположения статуи «Давида» Микеланджело, несколько исследований фасада собора Санта-Мария-дель-Фьоре, реставрации Лоджии Ланци, модернизации виллы Медичи в Поджо-а-Кайано и семинарии во Фьезоле. В саду виллы Поччанти спроектировал грандиозное здание Лимонайи, первоначальный проект которого включал мощную каменную облицовку, которая так и не была построена; В настоящее время сооружение по-прежнему прекрасно выполняет свою функцию укрытия для цитрусовых деревьев в саду.
Неподалеку от Лимонайи находится водохранилище — здание почти кубической формы, служившее цистерной и конечной точкой акведука, восстановленного самим Поччанти. В поместье Кашине на другом берегу Омброне-Пистойезе два здания, которые до сих пор не полностью изучены, обычно приписываются Поччанти: Подере Сан-Леопольдо (неоклассическая интерпретация традиционной типологии тосканского фермерского дома) и Римесса делле Барке (которая имеет сходство с планировкой фасада Лимонайи).
Среди других работ выделяется Капелла Девы Марии в Сан-Романо, работы над которой, хотя и со значительными отличиями от первоначального проекта, были завершены к 1833 году.

## Галерея

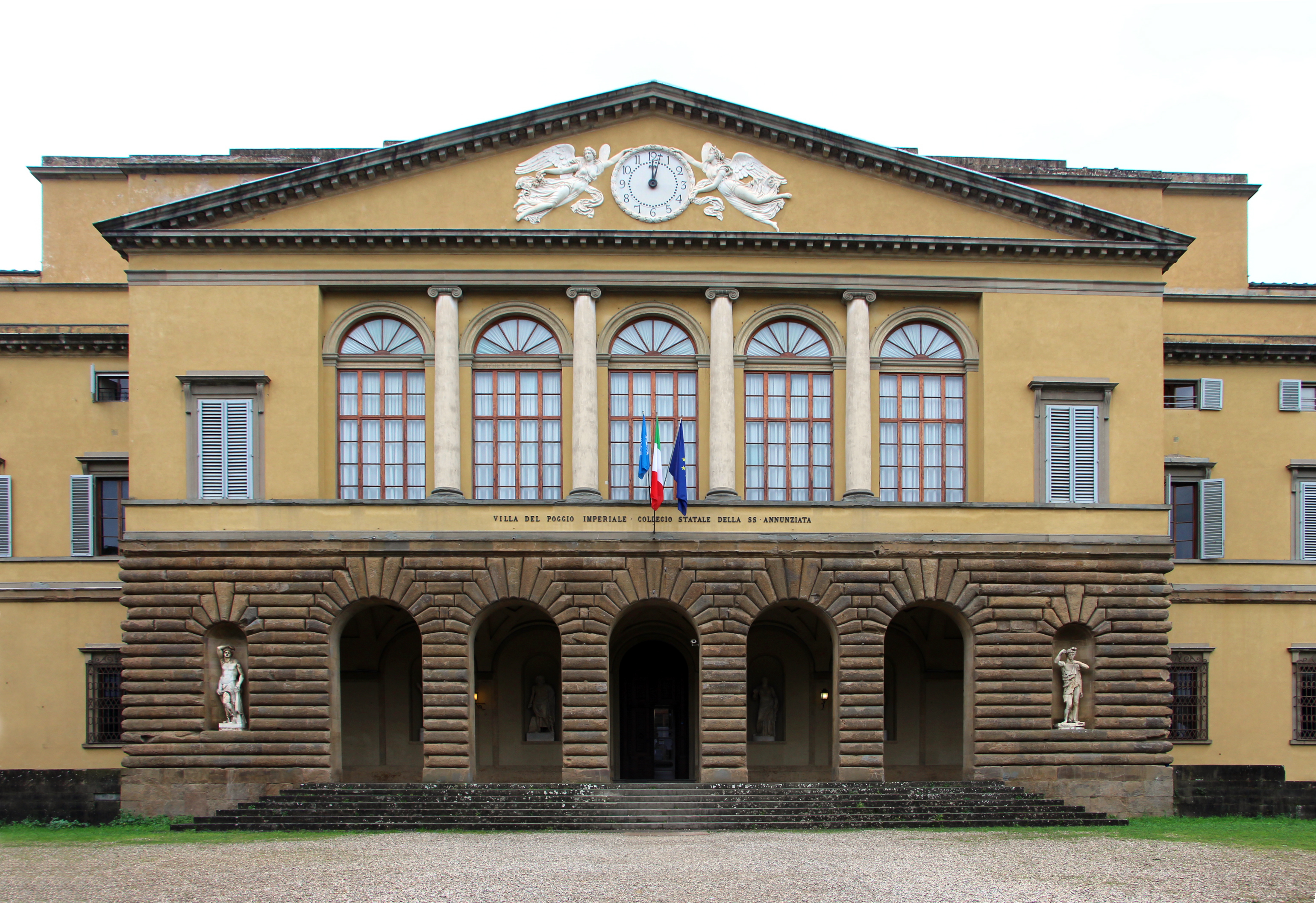
Вилла Поджо-Империале. Главный фасад
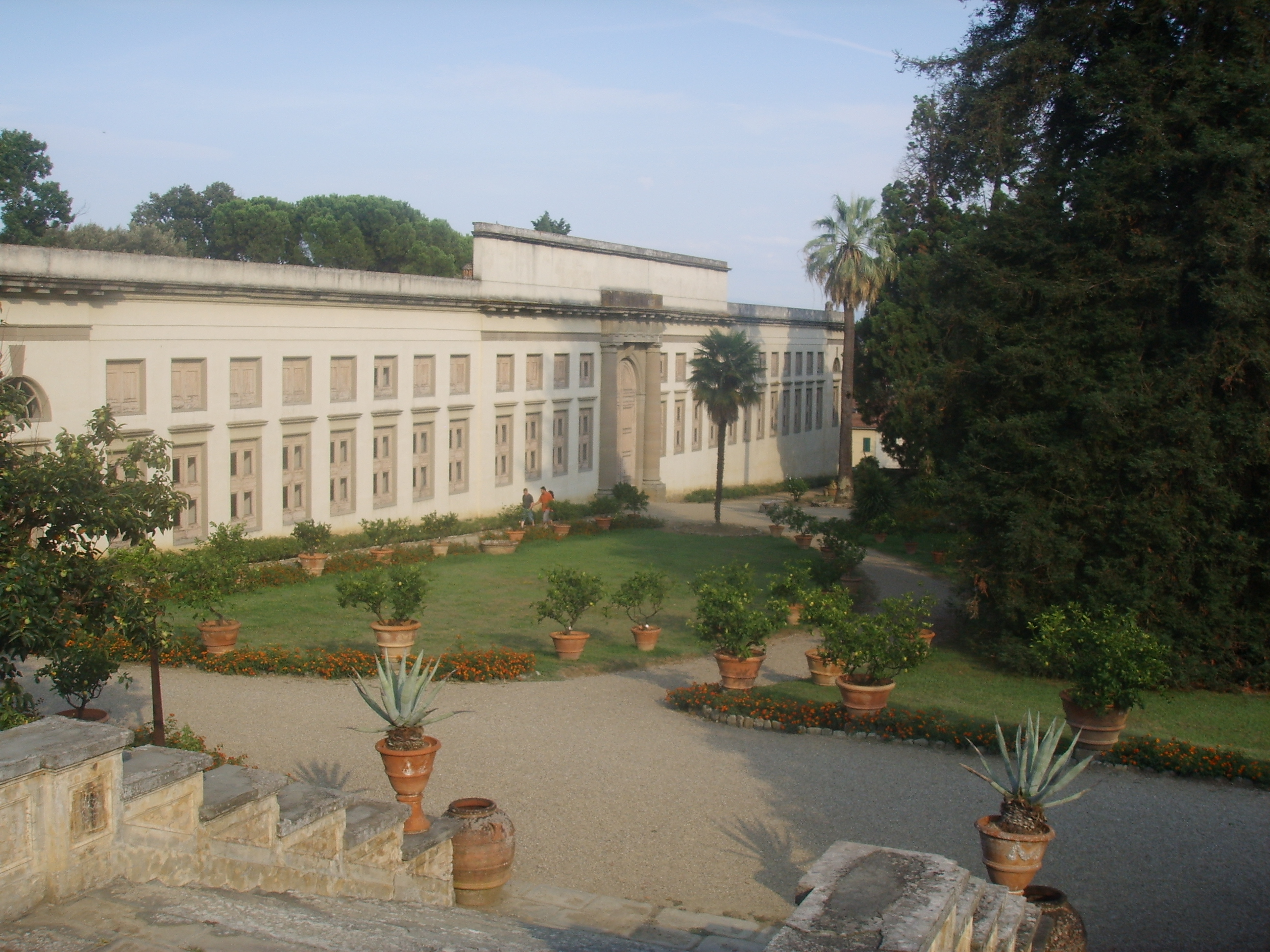
Вилла Поджо-а-Кайано. Лимонайя
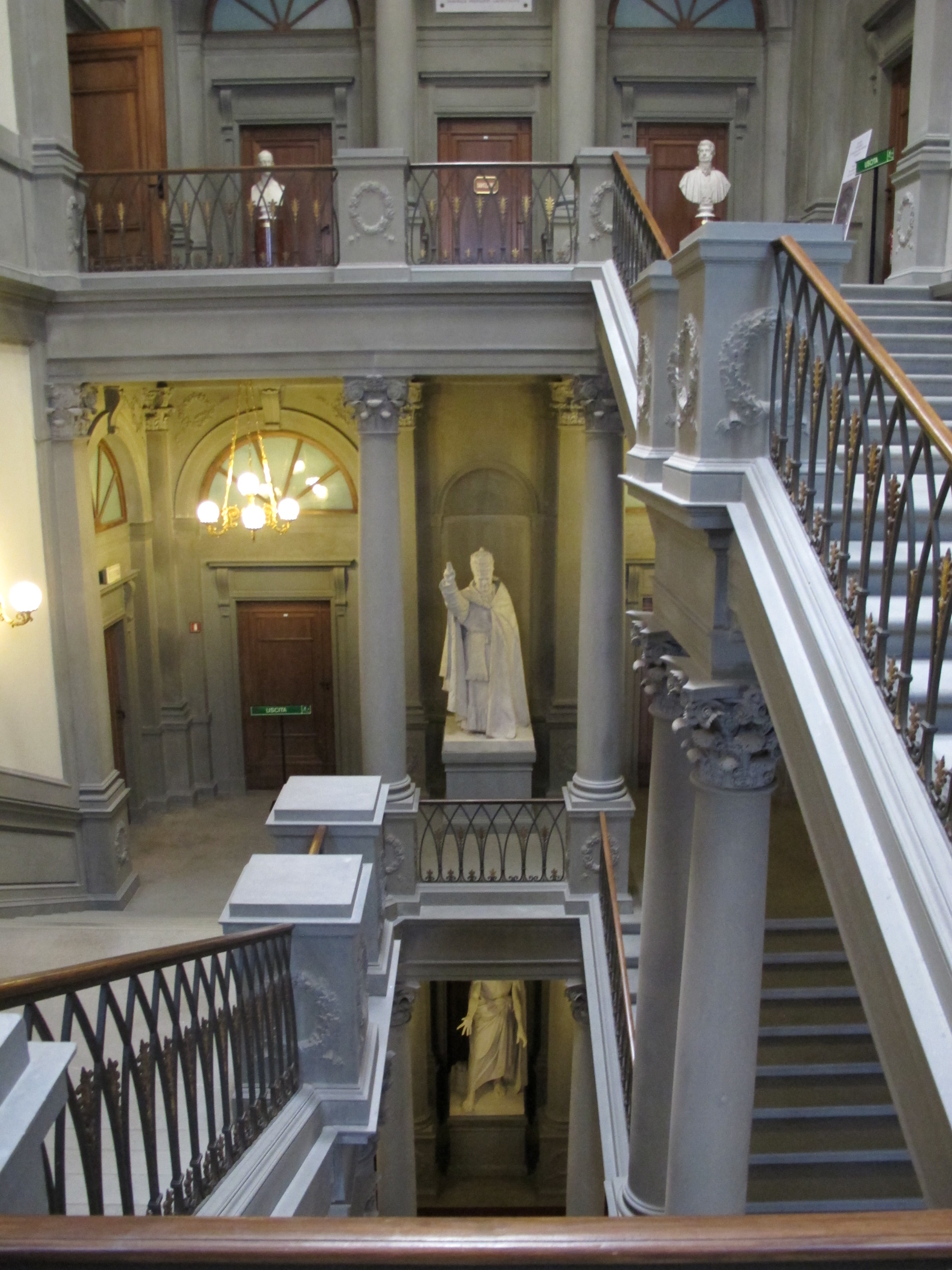
Палаццо Питти. Лестница. 1847. Флоренция
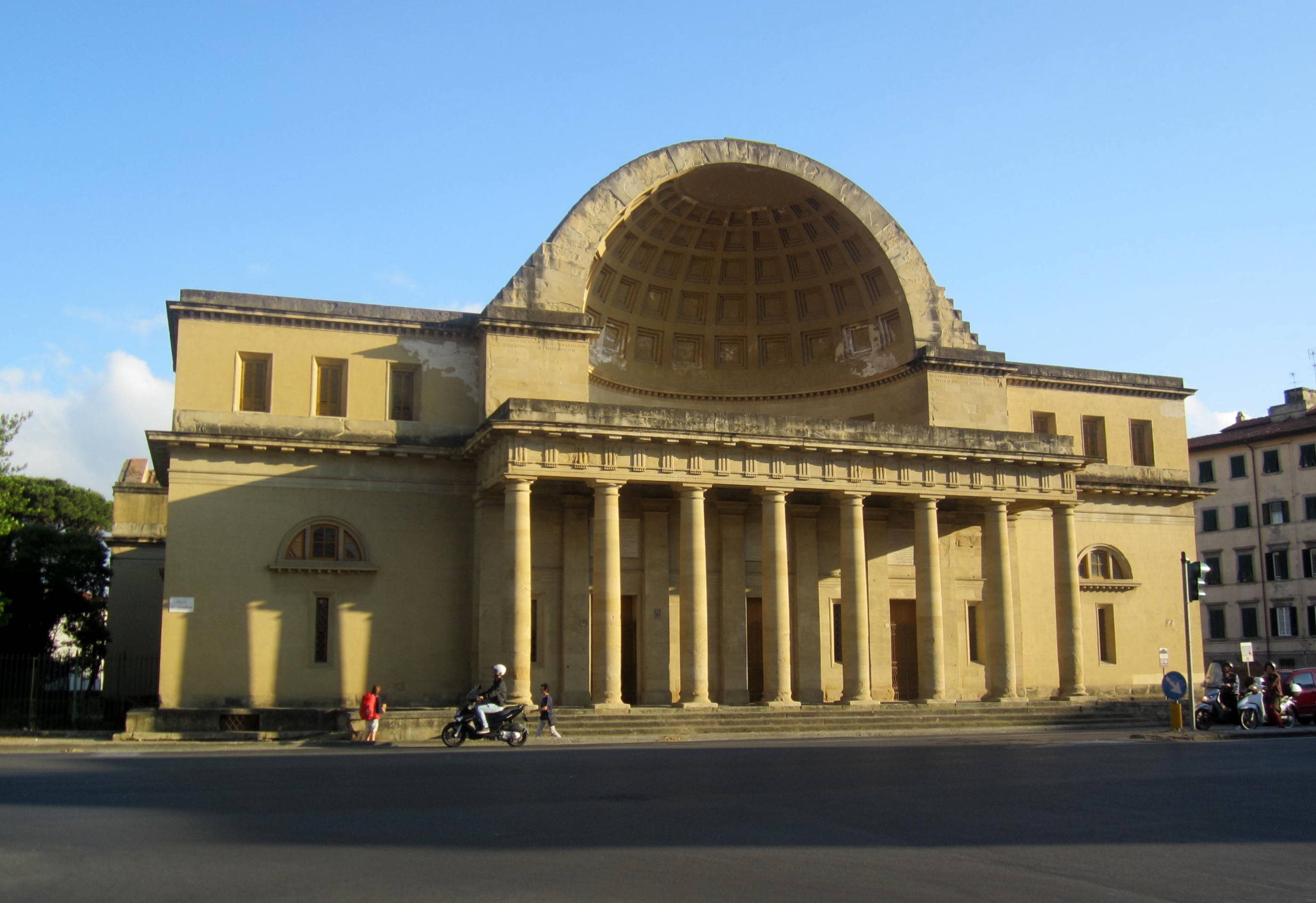
«Cisternone». Ливорно. Проект 1827 г.
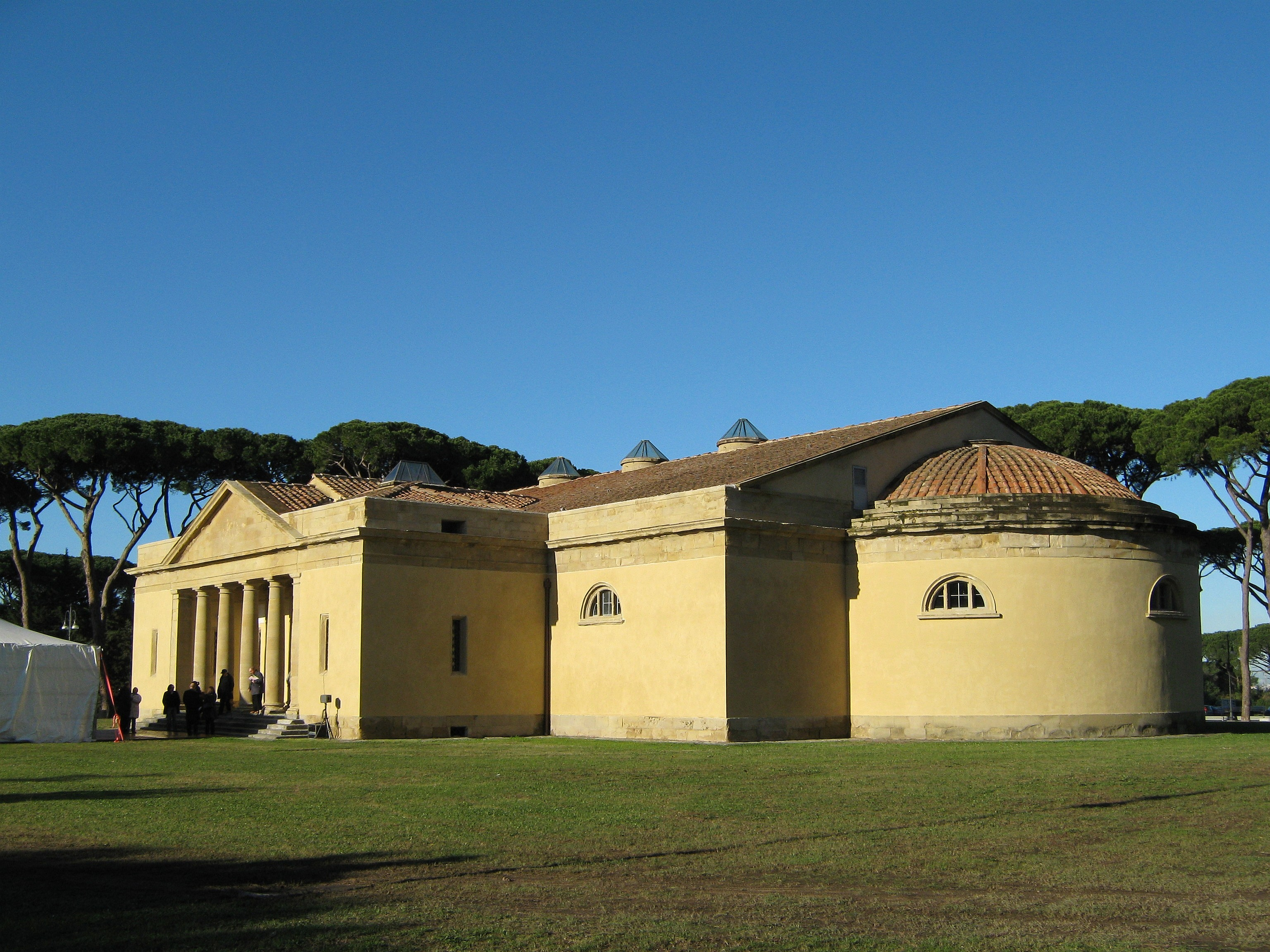
Цистерна Пьян-ди-Рота, Ливорно
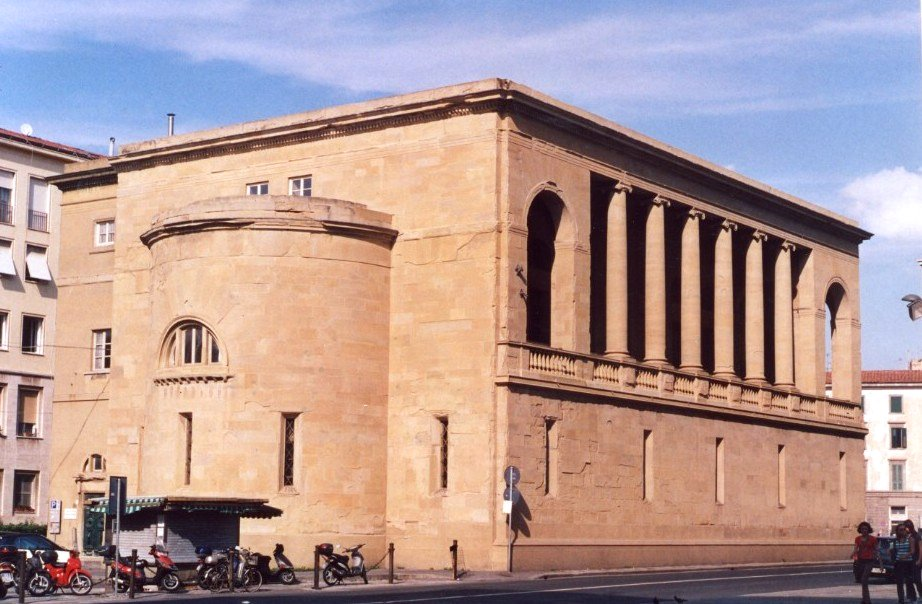
Цистерна в центре Ливорно
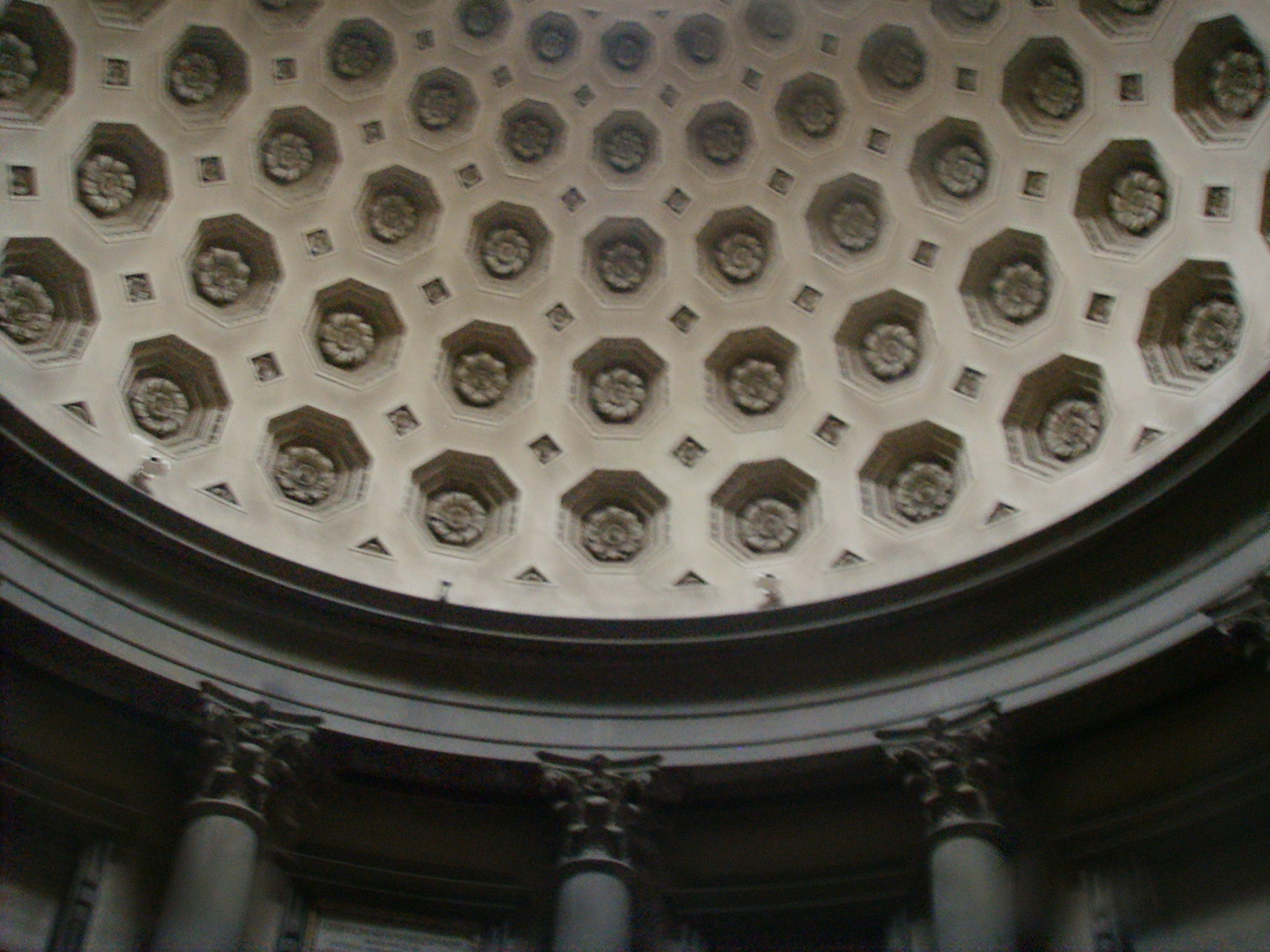
Библиотека Лауренциана. Купол Зала Эльчи. 1841
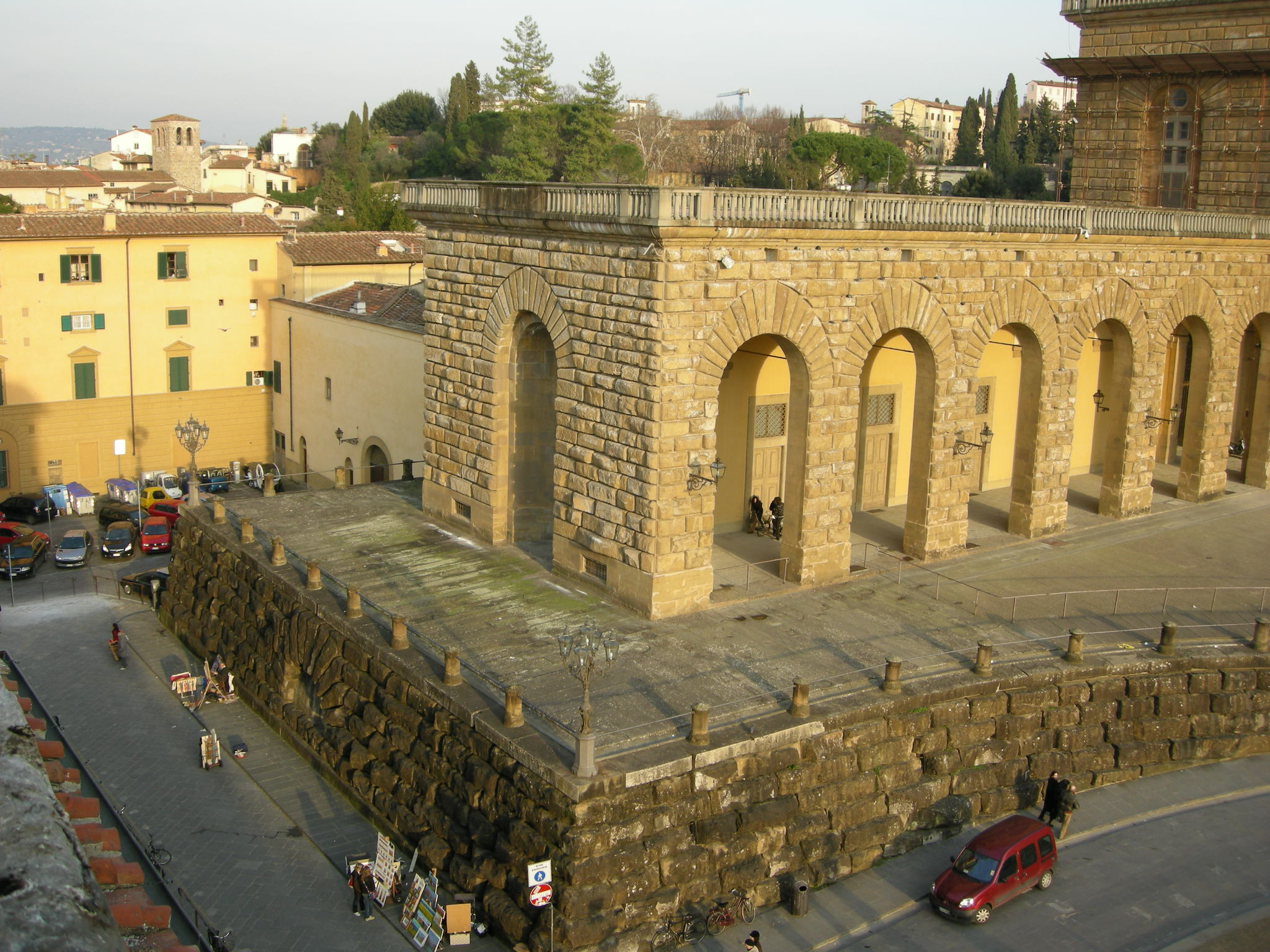
Рондо Палаццо Питти, Флоренция